# Essie Whitman
Essie Barbara Whitman (Osceola, 4 luglio 1882 – Chicago, 7 maggio 1963) è stata una cantante statunitense, membro del gruppo di sorelle afroamericane Whitman Sisters, imprenditrici e intrattenitrici, che sviluppò la propria attività di arti performative musicali, di danza e comiche dal 1901 al 1943. Si è esibirono in tutti gli Stati Uniti, diventando il gruppo più longevo e pagato nel circuito della Theater Owners Booking Association (TOBA).

## Biografia
Essie Whitman nacque il 4 luglio 1882 a Osceola (Mississippi County) dal reverendo Albery Allson Whitman, che era un vescovo della  Chiesa metodista, e da Caddie A. Whitman; era la seconda di quattro sorelle che includevano Mabel (1880-1942), Alberta (1887-1963) e "Baby" Alice (1900-1969). Si dice che il reverendo Whitman, in seguito noto come il "poeta laureato della razza negra", abbia insegnato alle sue figlie a cantare e ballare il doppio passo in modo che potessero fare "esercizio sano e giocoso". Le sue lezioni prepararono anche le sue figlie per un ruolo nei suoi tour evangelici e negli atti di beneficenza della chiesa.

## Carriera
Intorno al 1898, le sorelle fecero il passaggio allo spettacolo, esibendosi inizialmente nel vaudeville bianco come Danzette Sisters. Dopo la morte del reverendo Whitman nel 1901, le Whitman iniziarono a fare tournée nel Sud come cantanti gospel, con la madre come accompagnatrice. Le sorelle avevano una pelle eccezionalmente chiara, il che portò il pubblico a credere che fossero bianche. La famiglia però decise presto di esibirsi per un pubblico nero, organizzando una compagnia nota come Whitman Sisters New Orleans Troubadours. Le esibizioni frenetiche delle Whitman si basavano su un format di spettacolo di varietà di canzoni, balli e sketch comici. Gli spettacoli crebbero fino a includere da venti a trenta artisti, un balletto, una jazz band e una pletora di giovani ballerini di talento.
Il talento di Essie Whitman divenne evidente durante un talent show a Kansas City, Missouri, nel 1892, quando si aggiudicò il primo posto con la sua interpretazione di "God Won't Love You If You Won't Be Good". Descritta come un "contralto risonante", aveva una voce forte e bassa. Il suo stile di canto distintivo e il suo talento per la comicità divennero i suoi marchi di fabbrica. Durante il suo lavoro con il gruppo, lavorò anche alla progettazione e alla fabbricazione dei costumi per gli artisti.
Nel 1921 pubblicò due registrazioni da solista con i Jazz Masters per la Black Swan Records e nel 1924 e 1925 con la Paramount Records. Quattro registrazioni di Essie Whitman furono incluse in una pubblicazione del marzo 2001 della Timeless Records, Tight Women and Loose Bands, tra il 1921 e il 1931.
Le sorelle Whitman erano delle intrattenitrici decisamente talentuose, ma altrettanto brave come imprenditrici. Prendendo il pieno controllo della loro attività, sfidarono gli stereotipi riguardanti il ruolo tradizionale delle  donne nello show business, mentre allo stesso tempo si opposero alla segregazione razziale nel vaudeville. La loro attività divenne il trampolino di lancio per le future generazioni di intrattenitori musicali e luminari del palcoscenico, tra cui Bill "Bojangles" Robinson e Jeni Le Gon.

## Ultimi anni
Dopo essersi ritirata dall'attività nel 1926, Essie Whitman divenne una predicatrice laica presso la Metropolitan Church di Chicago, Illinois. Si sposò tre volte, con il principe Ishmael, Johnnie Woods e Carter Hayes. Fu un'evangelista attiva fino alla sua morte, avvenuta il 7 maggio 1963, causata dall'inalazione di fumo da un incendio che distrusse la casa di famiglia.